# Stipa keniensis
Stipa keniensis är en gräsart som först beskrevs av Pilg., och fick sitt nu gällande namn av Helmut E. Freitag. Stipa keniensis ingår i släktet fjädergrässläktet, och familjen gräs. Inga underarter finns listade i Catalogue of Life.